# Hillman Sporting
La Sporting è un'autovettura prodotta dalla Hillman nel 1921.
Era dotata di un motore a quattro cilindri in linea da 1.496 cm³ di cilindrata che erogava 28 CV di potenza. La trazione era posteriore, mentre le sospensioni erano a balestra semiellittica. La Sporting era commercializzata con un solo tipo di carrozzeria, torpedo due posti.